# Annette Schwarz
Annette Schwarz, född Schönlaub den 26 mars 1984, är en tysk porrskådespelare som gjort runt 250 filmer i både sitt hemland och USA. 
Schwarz beskriver sig själv som bisexuell.
Schwarz började sin pornografiska karriär som 18-åring i de tyska German Goo Girls- och 666-filmserierna. Hon har också gjort flera filmer med sin amerikanska motsvarighet Ashley Blue. 

## Priser och nomineringar
- 2008 XRCO Award – Superslut
- 2008 AVN Award – Best Group Sex Scene (video)
- 2009 AVN Award – Best Oral Sex Scene[3]